# Copa de las Naciones de la OFC 2004
La Copa de las Naciones de la OFC 2004 fue la séptima edición del máximo torneo a nivel de selecciones de Oceanía. La primera fase fue disputada en Australia entre el 29 de mayo y 6 de junio de 2004, mientras que la final, jugada a ida y vuelta, tuvo lugar entre el 9 y 12 de octubre de 2004. 
Fue el primer torneo que formó parte de las fases de clasificación para la Copa Mundial de Futbol, en este caso Alemania 2006. De los seis participantes, que se enfrentaron en un sistema de todos contra todos, los dos primeros, Australia y las Islas Salomón, no solo disputaron la final del torneo, sino también la última ronda de las eliminatorias oceánicas.
La selección australiana se consagró campeón tras vencer con un marcador global de 11-1 a las Islas Salomón, obteniendo así su cuarto (y último) título en el certamen. Además, en su calidad de campeón de Oceanía clasificó a la Copa FIFA Confederaciones 2005 celebrada en Alemania. Fue también la última participación de los Socceros en un torneo oceánico, ya que en 2006 la Federación de Futbol de Australia se mudaría a la Confederación Asiática de Futbol (AFC).

## Sedes
| Sídney Adelaida | Australia             | Australia         | Australia                   |
| Sídney Adelaida | Adelaida              | Adelaida          | Sídney                      |
| --------------- | --------------------- | ----------------- | --------------------------- |
| Sídney Adelaida | Marden Sports Complex | Hindmarsh Stadium | Estadio de Futbol de Sídney |
| Sídney Adelaida |                       |                   |                             |

## Equipos participantes
Al estar Australia y Nueva Zelanda ya clasificados automáticamente, las 10 selecciones restantes de la OFC disputaron una eliminatoria que constó de dos grupos de cinco equipos cada uno. Por un lado clasificaron las Islas Salomón y Tahití, mientras que en la otra zona se erigieron como primeros Vanuatu y Fiyi.
| Equipos participantes | Equipos participantes | Equipos participantes |
| --------------------- | --------------------- | --------------------- |
| Australia             | Fiyi                  | Islas Salomón         |
| Nueva Zelanda         | Tahití                | Vanuatu               |

## Resultados

### Primera fase
| Pos. | Equipo        | Pts. | PJ | G | E | P | GF | GC | Dif. | Clasificación |
| ---- | ------------- | ---- | -- | - | - | - | -- | -- | ---- | ------------- |
| 1    | Australia     | 13   | 5  | 4 | 1 | 0 | 21 | 3  | +18  | Final         |
| 2    | Islas Salomón | 10   | 5  | 3 | 1 | 1 | 9  | 6  | +3   | Final         |
| 3    | Nueva Zelanda | 9    | 5  | 3 | 0 | 2 | 17 | 5  | +12  |               |
| 4    | Fiyi          | 4    | 5  | 1 | 1 | 3 | 3  | 10 | −7   |               |
| 5    | Tahití        | 4    | 5  | 1 | 1 | 3 | 2  | 24 | −22  |               |
| 6    | Vanuatu       | 3    | 5  | 1 | 0 | 4 | 5  | 9  | −4   |               |

 Fuente: 
Criterios de clasificación: 

### Jornada 1
| 29 de mayo de 2004 | Vanuatu | 0:1 (0:0) | Islas Salomón   | Marden Sports Complex, Adelaida                      |                                                      |
|                    |         |           | Suri 51' (pen.) | Asistencia: 200 espectadores Árbitro(s): Mark Shield | Asistencia: 200 espectadores Árbitro(s): Mark Shield |

| 29 de mayo de 2004 | Tahití | 0:0 | Fiyi | Hindmarsh Stadium, Adelaida                              |  |
|                    |        |     |      | Asistencia: 3000 espectadores Árbitro(s): Stefano Farina |  |

| 29 de mayo de 2004 | Australia     | 1:0 (0:0) | Nueva Zelanda | Hindmarsh Stadium, Adelaida                                 |                                                             |
|                    | Bresciano 40' |           |               | Asistencia: 12 130 espectadores Árbitro(s): Claus Bo Larsen | Asistencia: 12 130 espectadores Árbitro(s): Claus Bo Larsen |

### Jornada 2
| 31 de mayo de 2004 | Nueva Zelanda                        | 3:0 (1:0) | Islas Salomón | Marden Sports Complex, Adelaida                           |                                                           |
|                    | Fisher 36' · Oughton 81' · Lines 90' |           |               | Asistencia: 217 espectadores Árbitro(s): Eduardo González | Asistencia: 217 espectadores Árbitro(s): Eduardo González |

| 31 de mayo de 2004 | Australia                                                                                               | 9:0 (3:0) | Tahití | Hindmarsh Stadium, Adelaida                             |                                                         |
|                    | Cahill 14' 47' · Skoko 43' · Simon 44' (a.g.) · Sterjovski 51' 61' 74' · Zdrilic 85' · Chipperfield 89' |           |        | Asistencia: 1200 espectadores Árbitro(s): Harry Attison | Asistencia: 1200 espectadores Árbitro(s): Harry Attison |

| 31 de mayo de 2004 | Fiyi     | 1:0 (0:0) | Vanuatu | Hindmarsh Stadium, Adelaida                                |                                                            |
|                    | Toma 73' |           |         | Asistencia: 500 espectadores Árbitro(s): Charles Ariiotima | Asistencia: 500 espectadores Árbitro(s): Charles Ariiotima |

### Jornada 3
| 2 de junio de 2004 | Australia                                         | 6:1 (2:1) | Fiyi         | Marden Sports Complex, Adelaida                            |                                                            |
|                    | Madaschi 6' 50' · Cahill 39' 66' 75' · Elrich 89' |           | Gataurua 19' | Asistencia: 2200 espectadores Árbitro(s): Eduardo González | Asistencia: 2200 espectadores Árbitro(s): Eduardo González |

| 2 de junio de 2004 | Tahití | 0:4 (3:0) | Islas Salomón                           | Hindmarsh Stadium, Adelaida                           |                                                       |
|                    |        |           | Fa'arodo 9' · Menapi 14' 80' · Suri 42' | Asistencia: 50 espectadores Árbitro(s): Leone Rakaroi | Asistencia: 50 espectadores Árbitro(s): Leone Rakaroi |

| 2 de junio de 2004 | Vanuatu                                       | 4:2 (1:0) | Nueva Zelanda  | Hindmarsh Stadium, Adelaida                             |                                                         |
|                    | Chilia 37' · Bibi 64' · Maleb 72' · Qorig 88' |           | Coveny 61' 75' | Asistencia: 356 espectadores Árbitro(s): Stefano Farina | Asistencia: 356 espectadores Árbitro(s): Stefano Farina |

### Jornada 4
| 4 de junio de 2004 | Nueva Zelanda                                                                     | 10:0 (5:0) | Tahití | Marden Sports Complex, Adelaida                      |                                                      |
|                    | Coveny 6' 38' 45' · Fisher 16' 22' 63' · Jones 72' · Oughton 74' · Nelsen 82' 87' |            |        | Asistencia: 200 espectadores Árbitro(s): Mark Shield | Asistencia: 200 espectadores Árbitro(s): Mark Shield |

| 4 de junio de 2004 | Fiyi     | 1:2 (1:1) | Islas Salomón             | Hindmarsh Stadium, Adelaida                             |                                                         |
|                    | Toma 21' |           | Kakai 16' · Houkarawa 82' | Asistencia: 1500 espectadores Árbitro(s): Harry Attison | Asistencia: 1500 espectadores Árbitro(s): Harry Attison |

| 4 de junio de 2004 | Vanuatu | 0:3 (0:1) | Australia                    | Hindmarsh Stadium, Adelaida                                 |                                                             |
|                    |         |           | Aloisi 25' 85' · Emerton 81' | Asistencia: 4000 espectadores Árbitro(s): Charles Ariiotima | Asistencia: 4000 espectadores Árbitro(s): Charles Ariiotima |

### Jornada 5
| 6 de junio de 2004 | Tahití                    | 2:1 (1:1) | Vanuatu  | Marden Sports Complex, Adelaida                        |                                                        |
|                    | Temataua 40' · Wajoka 89' |           | Iwai 23' | Asistencia: 300 espectadores Árbitro(s): Leone Rakaroi | Asistencia: 300 espectadores Árbitro(s): Leone Rakaroi |

| 6 de junio de 2004 | Fiyi | 0:2 (0:1) | Nueva Zelanda         | Hindmarsh Stadium, Adelaida                               |                                                           |
|                    |      |           | Bunce 8' · Coveny 56' | Asistencia: 2000 espectadores Árbitro(s): Claus Bo Larsen | Asistencia: 2000 espectadores Árbitro(s): Claus Bo Larsen |

| 6 de junio de 2004 | Islas Salomón  | 2:2 (1:0) | Australia                | Hindmarsh Stadium, Adelaida                                |                                                            |
|                    | Menapi 43' 75' |           | Cahill 50' · Emerton 52' | Asistencia: 4000 espectadores Árbitro(s): Eduardo González | Asistencia: 4000 espectadores Árbitro(s): Eduardo González |

### Final

#### Ida
| 9 de octubre de 2004 | Islas Salomón | 1:5 (0:4) | Australia                                             | Lawson Tama Stadium, Honiara                              |                                                           |
|                      | Suri 60'      |           | Skoko 5' 28' · Milicic 19' · Emerton 43' · Elrich 79' | Asistencia: 21 000 espectadores Árbitro(s): Peter O'Leary | Asistencia: 21 000 espectadores Árbitro(s): Peter O'Leary |

#### Vuelta
| 12 de octubre de 2004 | Australia                                                                     | 6:0 (2:0) | Islas Salomón | Estadio de Futbol, Sídney                                 |                                                           |
|                       | Milicic 5' · Kewell 8' · Vidmar 60' · Thompson 79' · Elrich 82' · Emerton 89' |           |               | Asistencia: 19 208 espectadores Árbitro(s): Leone Rakaroi | Asistencia: 19 208 espectadores Árbitro(s): Leone Rakaroi |

| Bandera de Australia |
| Campeón Australia    |
| Cuarto título        |

## Goleadores
6 goles
- Tim Cahill
- Vaughan Coveny

4 goles
- Brett Emerton
- Brent Fisher
- Commins Menapi

3 goles
- Ahmad Elrich
- Josip Skoko
- Mile Sterjovski
- Batram Suri

2 goles
- John Aloisi
- Adrian Madaschi
- Ante Milicic
- Veresa Toma
- Ryan Nelsen
- Duncan Oughton

1 gol
- Mark Bresciano
- Scott Chipperfield
- Harry Kewell
- Archie Thompson
- Tony Vidmar
- David Zdrilic
- Laisiasa Gataurua
- Che Bunce
- Neil Jones
- Aaran Lines
- Henry Fa'arodo
- Mahlon Houkarawa
- Paul Kakai
- Gabriel Wajoka
- Axel Temataua
- Lexa Bibi
- Richard Iwai
- Jean Maleb
- Seimata Chilia
- Alphose Qorig

Autogol
- Vincent Simon (ante Australia)

## Clasificación final
| Equipo | Equipo        | Pts | PJ | PG | PE | PP | GF | GC | Dif | Rend  |
| ------ | ------------- | --- | -- | -- | -- | -- | -- | -- | --- | ----- |
| 1      | Australia     | 19  | 7  | 6  | 1  | 0  | 32 | 4  | 28  | 90,4% |
| 2      | Islas Salomón | 10  | 7  | 3  | 1  | 3  | 10 | 17 | -7  | 47,6% |
| 3      | Nueva Zelanda | 9   | 5  | 3  | 0  | 2  | 17 | 5  | 12  | 60%   |
| 4      | Fiyi          | 4   | 5  | 1  | 1  | 3  | 3  | 10 | -7  | 26,6% |
| 5      | Tahití        | 4   | 5  | 1  | 1  | 3  | 2  | 24 | -22 | 26,6% |
| 6      | Vanuatu       | 3   | 5  | 1  | 0  | 4  | 5  | 9  | -4  | 20%   |